# Josephine van Gasteren
Josephine van Gasteren ('s-Gravenhage, 22 maart 1917 – Amstelveen, 1 maart 1989) was een Nederlands toneelspeelster. Zij was de dochter van acteur Louis van Gasteren sr. en de zangeres Elise Menagé Challa en de zuster van filmmaker Louis van Gasteren jr. In de Tweede Wereldoorlog is zij enige tijd getrouwd geweest met regisseur Fons Rademakers. 
In 1935 maakte Van Gasteren haar debuut bij Louis Saalborn. Later speelde zij bij Cor van der Lugt, bij Van Dalsum en bij verscheidene toneelgezelschappen. Naast haar acteerwerk bij toneelgezelschappen trad zij ook solo op en gaf lezingen over het Russische en Griekse toneel. Zij was onder meer leidster van het Stadstoneel Rotterdam.
Van Gasteren overleed op 71-jarige leeftijd. Zij werd gecremeerd en bijgezet in crematorium Westgaarde te Amsterdam.

## Acteerwerk (selectie)
- Op stap (1935)
- De man zonder hart (1937)
- Veertig jaren (1938)
- Stranding (1957)
- Stranding/S.O.S. Ecuador (1960)
- De tweekoppige adelaar (1966)
- De kleine zielen (1969) - rol: moeder van Lowe
- Mira (1971) - rol: Moeder van Maurice
- Boerin in Frankrijk (1973) - rol: Rose
- Flanagan (1975) - rol: Moeder van Peter